# Thảm sát Học viện Dầu mỏ Azerbaijan
Vụ thảm sát tại Học viện Dầu mỏ Azerbaijan diễn ra thứ năm, 30/4, 2009, tại Học viện Dầu mỏ Quốc gia Azerbaijan, một trường đại học công cộng ở Baku. 13 người (kể cả hung thủ) đã thiệt mạng và 10 người khác bị thương trong vụ thảm sát bằng súng này. Hung thủ được xác nhận là Farda Gadirov 29 tuổi, một công dân Gruzia dốc Azerbaijan.

## Học viện
Học viện Dầu mỏ Azerbaijan trước đó từ lâu đã được công nhận là một trung tâm quốc tế lớn về đào tạo các chuyên gia ngành dầu mỏ. Trong số những học viên tốt nghiệp tại đây có Vagit Alekperov, chủ tịch tập đoàn Lukoil - nhà sản xuất dầu lửa độc lập lớn nhất nước Nga, và Jose Eduardo dos Santos, Tổng thống Angola.

## Nổ súng bừa bãi
Gadirov, thân hình thấp, bước vào hành lang học viện và nhằm vào đầu bất cứ ai trong tầm ngắm rồi bóp cò. Nếu cảm thấy nạn nhân chưa chết, hắn bắn thêm phát nữa. Các học sinh đang làm bài thi thì nghe thấy tiếng súng nổ. Họ liền chạy ra khỏi lớp học và thấy một tay súng đang bắn bừa vào mọi người. Mọi nơi vấy đầy máu, toàn bộ hành lang. Có nhiều người bị thương. Các học sinh cố thoát thân nhưng phải quay lại vì các bạn bị bắn và đưa họ tới bệnh viện. Kẻ tấn công đã tự sát khi cảnh sát bao vây tòa nhà. Những hình ảnh phát trên truyền hình cho thấy các nạn nhân nằm sấp ở hành lang, dường như đã chết, với máu lênh láng trên sàn. Nhiều phụ nữ khóc mếu cùng với một số sinh viên dìu đỡ những người khác, dường như là bị thương, vội vã ra khỏi tòa nhà.

## Nạn nhân
Bộ Y tế và các công tố viên khẳng định có 13 người chết và 10 người bị thương.
Danh sách 13 người chết:
- Emin Abdullayev, 20, học sinh
- Ramiz Abdullayev, 69, Phó Hiệu Trưởng ASOA và Chủ tịch Uỷ ban Khoa Dầu khí sản xuất
- Jeyhun Aslanov, 21, học sinh
- Tamella Azizova, 58, cán bộ giảng dạy và nghiên cứu
- Ruslan Babashov, 19, học sinh
- Ayaz Baghirov, 21, học sinh
- Yusif Bandaliyev, 20, học sinh
- Ayna Gurbanova, 52, công nhân quán cà phê[8]
- Savalan Jabbarov, 22, học sinh
- Taleh Mammadov, 21, học sinh
- Shafa Mammadova, 31, trợ lý phòng thí nghiệm
- Majnun Vahidov, 63, liên kết sư, nhà soạn kịch và soạn cờ